# Happy? (Mudvayne)
Happy? è una canzone del gruppo metal Mudvayne, ed è un singolo tratto dall'album Lost and Found. Questo brano è una delle canzoni più conosciute dei Mudvayne fino ad oggi.

## Video musicale
Il video musicale mostra la band vestita di nero che suona in un prato fiorito durante una giornata soleggiata. Improvvisamente il cielo si oscura, e un tornado spunta dal nulla per spazzare via la band. Alla fine il tornado scompare e si può vedere la band completamente illesa.

## Tracce
1. Happy? – 3:37
2. Happy? (radio edit) – 3:37

## Altro
- Happy? si può sentire nel videogioco MX vs ATV Untamed.